# Volley Vlaanderen
Volley Vlaanderen (före 2017 Vlaamse Volleybalbond och ursprungligen Vlaamse Interprovinciale Volleybalbond) är idrottsförbundet för volleyboll i Flandern. Det har sitt säte i Vilvoorde. Förbundet grundades 1977 på grund av politiska beslut att idrotten skulle organiseras efter Belgiens federala gemenskaper. För att Koninklijk Belgisch Volleybalverbond fortsatt skulle vara berättigat till offentliga bidrag behövde de därför bilda förbund för respektive gemenskap (medan de själva blev kvar som paraplyorganisation). Förbundet är del av Agentschap Sport Vlaanderen och Vlaamse Sportfederatie.  Förbundet ger ut Volley Magazine.